# Национальный музей искусства дикой природы
Национальный музей искусства дикой природы (англ. National Museum of Wildlife Art; сокр. NMWA) — музей в долине Jackson Hole, штат Вайоминг, США. Находится в 4 км к северу от города Джексон. Ядром коллекции являются работы направления реализм (картины и скульптуры) с изображениями дикого мира (природы).

## История
Музей был основан 16 мая 1987 года супругами William и Joffa Kerr с группой их друзей. Керры пожертвовали для основания музея свою собственную коллекцию. Первоначально располагался на городской площади Джексона и назывался Wildlife of the American West Museum. В 1994 году музей переехал на 2,5 мили (4,0 км) к северу от города и расположился на 51000 квадратных футов (4700 м²) территории недалеко от Национального заповедника оленей (англ. National Elk Refuge). В сентябре 2007 года на его территории была открыта монументальная скульптура из пяти оленей вапити Wapiti Trail американского скульптора Уолтера Барта (англ. Bart Walter).
По состоянию на 2012 год в музее насчитывалось более 5000 работ 550 художников, представленных в постоянной коллекции. Среди прочих здесь имеются произведения Огюста Родена, Пикассо, Рембрандта, Даниэля Хантингтона, Розы Бонер, Джорджии О'Киф, Уолтона Форда и Энди Уорхол.
В дополнение к 14 художественным галереям, в музее имеются скульптурная площадка, магазин, кафе, детская площадка, библиотека. Более 80000 человек и более 10000 детей ежегодно посещают музей.
В 1994 году Национальный музей искусства дикой природы получил премию Wyoming Humanities Award за выдающиеся усилия в укреплении гуманитарных наук в штате Вайоминг. 8 мая 2008 года президент США Джордж У. Буш подписал законопроект Сената, которое признал статус музея как «национального музея Соединенных Штатов».